# Charadrius javanicus
Charadrius javanicus là một loài chim trong họ Charadriidae.